# Jaksirahu poolsaar
Jaksirahu poolsaar, auch Juksirahu poolsaar, (poolsaar = Halbinsel) ist eine Halbinsel in der Landgemeinde Saaremaa im Kreis Saare auf der größten estnischen Insel Saaremaa. Die Halbinsel bildet die Grenze zwischen den Buchten Rojaabaja und Kuusnõmme laht. Die Halbinsel befindet sich im Nationalpark Vilsandi. Die Halbinsel bildet den Norden der Halbinsel Eeriksaare poolsaar.
Die Halbinsel ist 1,9 Kilometer lang und 230 Meter breit.